# جيمس بي. ريتشاردز
جيمس بي. ريتشاردز هو لاعب محترف لكرة القاعدة ‏ ومحامي وسياسي أمريكي، ولد في 31 أغسطس 1894 في Liberty Hill, South Carolina ‏ في الولايات المتحدة، وتوفي في 21 فبراير 1979 في لانكستر في الولايات المتحدة. نشط حزبياً في الحزب الديمقراطي. وقد انتخب قاضي (1923 – 1933) وانتخب عضو مجلس النواب الأمريكي ‏.

## وصلات خارجية
- جيمس بي. ريتشاردز على موقع مونزينجر (الألمانية)